# 1993 VU7
1993 VU7 är en asteroid i huvudbältet som upptäcktes den 4 november 1993 av den australiensiske astronomen Robert H. McNaught vid Siding Spring-observatoriet.
Asteroiden har en diameter på ungefär 8 kilometer.